# Bréchaumont
Bréchaumont – miejscowość i gmina we Francji, w regionie Grand Est, w departamencie Górny Ren.
Według danych na rok 1990 gminę zamieszkiwało 351 osób, 54 os./km².